# Fajardo
Fajardo és un municipi de Puerto Rico localitzat a la costa est de l'illa i punt principal de transport entre Puerto Rico i les seves illes. També conegut amb els noms de Los Cariduros i La Ciudad del Sol Naciente, limita al nord i a l'est amb l'oceà Atlàntic; pel sud amb Ceiba i per l'oest amb Luquillo.
El municipi està dividit en 9 barris: Cabezas, Demajagua, Fajardo Pueblo, Florencio, Naranjo, Quebrada Fajardo, Quebrada Vueltas, Río Arriba i Sardinera.

## Galeria

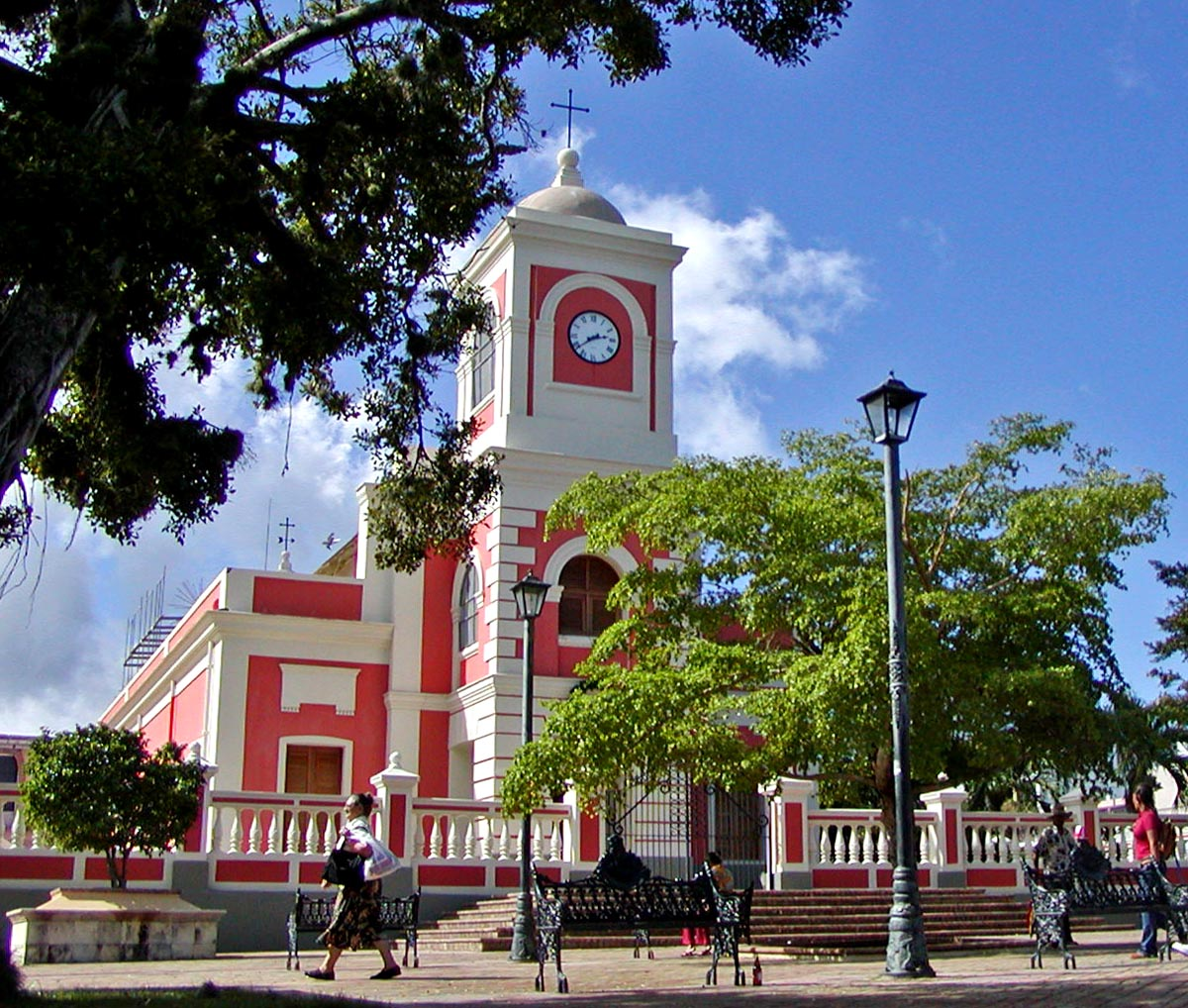
Vista de l'església de Fajardo Pueblo
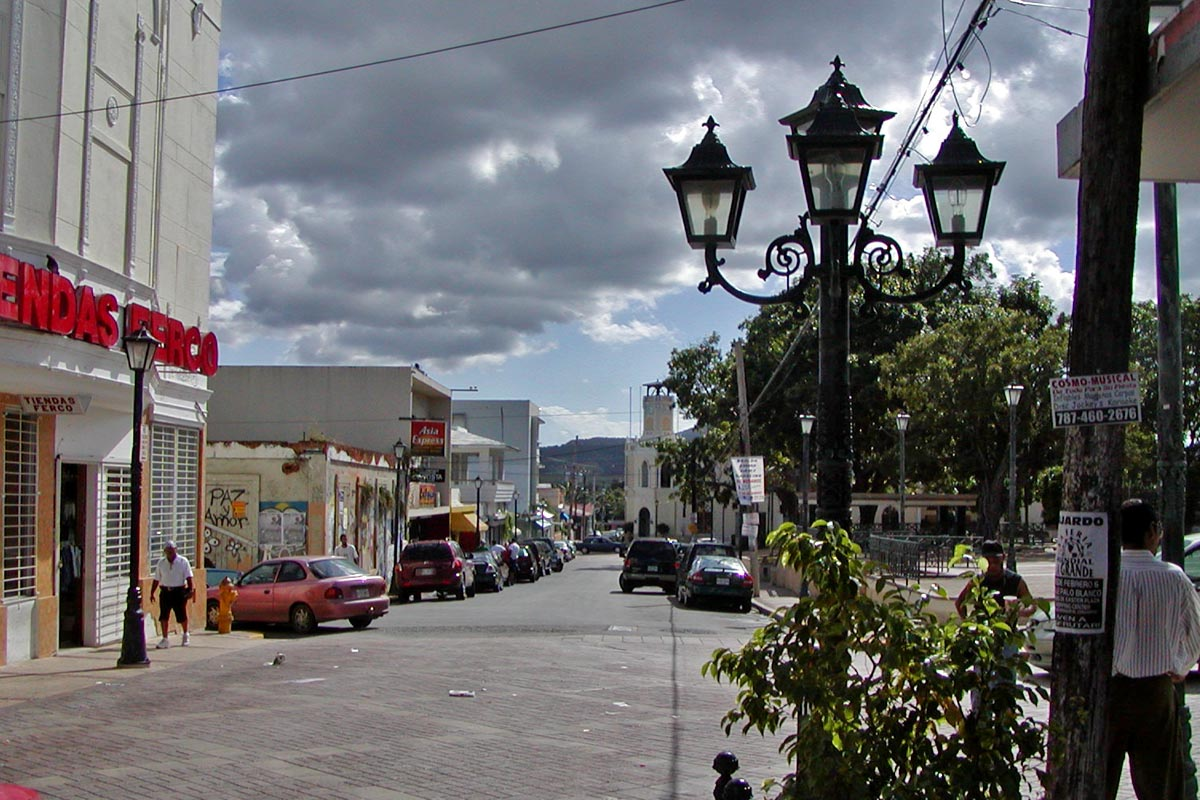
Carrer al costat de la plaça de Fajardo Pueblo